# Кайрон Мак-Мастер
Кайрон Мак-Мастер (англ. Kyron McMaster; нар. 3 січня 1997) — легкоатлет з Британських Віргінських Островів, який спеціалізується в бар'єрному бігу.

## Спортивні досягнення
Фіналіст (4-е місце) олімпійських змагань з бігу на 400 метрів з бар'єрами (2021).
Фіналіст (4-е місце) змагань з бігу на 400 метрів з бар'єрами на чемпіонаті світу (2019).
Дворазовий чемпіон Діамантової ліги у бігу на 400 метрів з бар'єрами (2017, 2018).
Бронзовий призер чемпіонату світу серед юніорів в бігу на 400 метрів з бар'єрами (2016).
Дворазовий чемпіон Ігор Співдружності в бігу на 400 метрів з бар'єрами (2018, 2022).
Чемпіон Північної і Центральної Америки та країн Карибського басейну з бігу на 400 метрів з бар'єрами (2018).